# Fiú 100 méteres mellúszás a 2010. évi nyári ifjúsági olimpiai játékokon
A 2010. évi nyári ifjúsági olimpiai játékokon az úszás fiú 100 méteres mellúszás versenyszámát augusztus 15. és augusztus 16. között rendezték meg a Singapore Sports Schoolban.

## Előfutamok

### 1. Futam
| H  | P | Név                             | Nemzet        | Idő     | Mj  |
| -- | - | ------------------------------- | ------------- | ------- | --- |
| 1. | 5 | Wassim Elloumi                  | Tunézia       | 1:05.49 | SUB |
| 2. | 7 | Emmanuel Antonio Ramirez Aponte | Puerto Rico   | 1:07.47 |     |
| 3. | 1 | Hrafn Traustason                | Izland        | 1:07.97 |     |
| 4. | 4 | Simon Beck                      | Liechtenstein | 1:08.42 |     |
| 5. | 3 | Tarco Llobet                    | Bolívia       | 1:13.55 |     |
| 6. | 2 | Tsilavina Ramanantsoa           | Madagaszkár   | 1:14.27 |     |
| 7. | 6 | Joachim Ofosuhena-Wise          | Ghána         | 1:29.93 |     |

### 2. Futam
| H  | P | Név                    | Nemzet       | Idő     | Mj |
| -- | - | ---------------------- | ------------ | ------- | -- |
| 1. | 4 | Ivan Capan             | Horvátország | 1:03.21 | Q  |
| 2. | 3 | Kenneth To             | Ausztrália   | 1:03.49 | Q  |
| 3. | 8 | Matti Mattsson         | Finnország   | 1:04.17 | Q  |
| 4. | 2 | Jakub Maly             | Ausztria     | 1:04.52 | Q  |
| 5. | 5 | Panajótisz Szamilídisz | Görögország  | 1:04.57 | Q  |
| 6. | 6 | Razvan Tudosie         | Románia      | 1:04.82 | Q  |
| 7. | 7 | Imri Ganiel            | Izrael       | 1:04.89 | Q  |
| 8. | 1 | Dmitrii Aleksandrov    | Kirgizisztán | 1:05.81 |    |

### 3. Futam
| H  | P | Név                | Nemzet      | Idő     | Mj |
| -- | - | ------------------ | ----------- | ------- | -- |
| 1. | 4 | Ioannis Karpouzlis | Görögország | 1:04.71 | Q  |
| 2. | 7 | Lachezar Shumkov   | Bulgária    | 1:04.74 | Q  |
| 3. | 6 | Ximing Wang        | Kína        | 1:05.07 | Q  |
| 4. | 2 | Yannick Kaeser     | Svájc       | 1:05.19 | Q  |
| 5. | 5 | Christian vom Lehn | Németország | 1:05.41 | Q  |
| 6. | 3 | Vaidotas Blazys    | Litvánia    | 1:06.13 |    |
| 7. | 1 | Timo Vaimann       | Észtország  | 1:06.73 |    |
| 8. | 8 | Nts'Eke Setho      | Lesotho     | 1:24.66 |    |

### 4. Futam
| H  | P | Név              | Nemzet          | Idő     | Mj  |
| -- | - | ---------------- | --------------- | ------- | --- |
| 1. | 5 | Nicholas Schafer | Ausztrália      | 1:02.09 | Q   |
| 2. | 3 | Flavio Bizzarri  | Olaszország     | 1:03.14 | Q   |
| 3. | 4 | Anton Lobanov    | Oroszország     | 1:03.29 | Q   |
| 4. | 6 | Thomas Rabeisen  | Franciaország   | 1:03.29 | Q   |
| 5. | 2 | Nuttapong Ketin  | Thaiföld        | 1:05.71 |     |
| 6. | 1 | Sheng Jun Pang   | Szingapúr       | 1:06.46 |     |
| 7. | 7 | Vinicius Borges  | Brazília        | 1:07.78 |     |
|    | 8 | Ian Nakmai       | Pápua Új-Guinea |         | DNS |

## Elődöntő
Kenneth To visszalépett, helyette Wassim Elloumi versenyzett.

### 1. Futam
| H  | P | Név                    | Nemzet      | Idő     | Mj |
| -- | - | ---------------------- | ----------- | ------- | -- |
| 1. | 4 | Flavio Bizzarri        | Olaszország | 1:02.39 | Q  |
| 2. | 5 | Anton Lobanov          | Oroszország | 1:02.60 | Q  |
| 3. | 6 | Panajótisz Szamilídisz | Görögország | 1:03.26 | Q  |
| 4. | 7 | Imri Ganiel            | Izrael      | 1:04.27 | Q  |
| 5. | 3 | Matti Mattsson         | Finnország  | 1:04.39 |    |
| 6. | 1 | Yannick Kaeser         | Svájc       | 1:04.64 |    |
| 7. | 2 | Lachezar Shumkov       | Bulgária    | 1:04.97 |    |
| 8. | 8 | Wassim Elloumi         | Tunézia     | 1:05.45 |    |

### 2. Futam
| H  | P | Név                | Nemzet        | Idő     | Mj |
| -- | - | ------------------ | ------------- | ------- | -- |
| 1. | 4 | Nicholas Schafer   | Ausztrália    | 1:01.51 | Q  |
| 2. | 5 | Ivan Capan         | Horvátország  | 1:03.14 | Q  |
| 3. | 3 | Thomas Rabeisen    | Franciaország | 1:03.61 | Q  |
| 4. | 1 | Ximing Wang        | Kína          | 1:04.30 | Q  |
| 5. | 7 | Razvan Tudosie     | Románia       | 1:04.84 |    |
| 6. | 6 | Jakub Maly         | Ausztria      | 1:04.85 |    |
| 7. | 2 | Ioannis Karpouzlis | Görögország   | 1:04.90 |    |
| 8. | 8 | Christian vom Lehn | Németország   | 1:05.23 |    |

## Döntő
| H     | P | Név                    | Nemzet        | Idő     | Mj |
| ----- | - | ---------------------- | ------------- | ------- | -- |
| Arany | 4 | Nicholas Schafer       | Ausztrália    | 1:01.38 |    |
| Ezüst | 3 | Anton Lobanov          | Oroszország   | 1:01.44 |    |
| Bronz | 5 | Flavio Bizzarri        | Olaszország   | 1:02.22 |    |
| 4.    | 2 | Panajótisz Szamilídisz | Görögország   | 1:03.08 |    |
| 5.    | 6 | Ivan Capan             | Horvátország  | 1:03.24 |    |
| 6.    | 7 | Thomas Rabeisen        | Franciaország | 1:03.62 |    |
| 7.    | 1 | Imri Ganiel            | Izrael        | 1:04.28 |    |
| 8.    | 8 | Ximing Wang            | Kína          | 1:04.55 |    |

## Fordítás
Ez a szócikk részben vagy egészben  a   Swimming at the 2010 Summer Youth Olympics – Boys' 100 metre breaststroke című angol Wikipédia-szócikk fordításán alapul.  Az eredeti cikk szerkesztőit annak laptörténete sorolja fel. Ez a jelzés csupán a megfogalmazás eredetét és a szerzői jogokat jelzi, nem szolgál a cikkben szereplő információk forrásmegjelöléseként.